# Адолф Фридрих I (Мекленбург)
Адолф Фридрих I фон Мекленбург-Шверин (на немски: Adolf Friedrich I von Mecklenburg-Schwerin; * 15 декември 1588, Шверин; † 27 февруари 1658, Шверин) е от 1592 до 1610 г. (до 1608 г. под опекунство) и от 1621 г. самостоятелен херцог на Мекленбург-Шверин. От 1610 до 1621 г. е заедно с брат си Йохан Албрехт II регент на цялото херцогство. Той е администратор (епископ) на Шверин (1634 – 1648).

## Живот
Син е на херцог Йохан VII фон Мекленбург (1558 – 1592) и София фон Шлезвиг-Холщайн-Готорп (1569 – 1634), дъщеря на херцог Адолф фон Шлезвиг-Холщайн-Готорп и Христина фон Хесен.
Със смъртта на баща му на 22 март 1592 г. той поема управлението в Херцогството Шверин под опекунството на херцог Улрих фон Мекленбург и херцог Карл I фон Мекленбург.
Адолф Фридрих е член на литературното общество Fruchtbringende Gesellschaft. Той умира на 69 години на 27 февруари 1658 г.
- Статуя на Адолф Фридрих I в катедралата на Бад Доберан

## Фамилия
Адолф Фридрих I се жени два пъти и има 19 деца, от които 12 порастват.
Първи брак: на 4 септември 1622 г. с графиня Анна Мария от Източна Фризия (* 23 юни 1601, Аурих; † 15 февруари 1634, Шверин), дъщеря на граф Ено III (1563 – 1625) и Анна фон Холщайн-Готорп (1575 – 1625). Те имат децата:
- Христиан Лудвиг (1623 – 1692), херцог на Мекленбург-Шверин
- София Агнес (1625 – 1694), абатиса на манастир Рюн 1654
- Карл (1626 – 1670), херцог на Мекленбург, в Миров
- Анна Мария (1627 – 1669), омъжена 1647 г. за херцог Август фон Саксония-Вайсенфелс (1614 – 1680)
- Йохан Георг (1629 – 1675), херцог на Мекленбург, в Миров
- Хедвиг (1630 – 1631)
- Густав Рудолф (1632 – 1670), херцог на Мекленбург, в Шверин
- Юлиана (1633 – 1634)

- Анна Мария от Източна Фризия

Втори брак: на 15 септември 1635 г. с Мария Катарина фон Брауншвайг-Даненберг (* 9 юли 1616, † 1 юли 1665), дъщеря на княз Юлиус Ернст фон Брауншвайг-Даненберг и Мария от Източна Фризия. Те имат единадесет деца:
- Юлиана Сибила (1636 – 1701), от 9 март 1695, абатиса на манастир Рюн
- Фридрих (1638 – 1688), херцог на Мекленбург, в Грабов
- Христина (1639 – 1693), абатиса на манастир Гандерсхайм 1681
- Бурхард Зигисмунд (1641 – 1641)
- Августа (1643 – 1644)
- Мария Елизабет (1646 – 1713), абатиса на манастир Рюн 1705, абатиса на Гандерсхайм 1712
- Анна София (1647 – 1726), омъжена 1677 за херцог Юлиус Зигмунд фон Вюртемберг-Юлиусбург (1653 – 1684)
- Адолф Ернст (1650 – 1651)
- Филип Лудвиг (1652 – 1655)
- Хайнрих Вилхелм (1653 – 1653)
- Адолф Фридрих II (1658 – 1708), херцог на Мекленбург-Щрелиц

- Принцеса Мария Катарина фон Брауншвайг-Даненберг
- Мария Елизабет (дъщеря) като абатиса на Гандерсхайм